# Monkaushka
Monkaushka est un chef amérindien sioux du groupe des Yankton. En 1837, il fait partie d'une délégation amérindienne se rendant à Washington mais il tombe malade durant le voyage et meurt à Baltimore.